# 国民革命军第八十二军
国民革命军第八十二军，是青海马步芳的主力部队。

## 沿革
1930年中原大战后，马步芳叛离冯玉祥投奔蒋介石。1931年蒋介石将其部队给予新编第9师番号，马步芳任师长，辖3个步兵旅（6个团），1个骑兵旅（2个团），共1.7万人。此外还有驻藏区的海南警备区2个骑兵旅4个骑兵团3000人。1934年3月新编第9师扩编为新编第二军，马步芳任军长。1937年10月新编第二军改为国民革命军第八十二军，马步芳任军长第100师师长，该军还辖马朴骑兵旅、刘平福警备旅、2个直属保安骑兵团，总兵力约3万人。
1946年5月改编为整编第82师，辖整编第100旅、暂编第61旅和新编骑兵第8旅。1948年9月恢复第八十二军番号，马继援任军长，辖第100师、第190师、第248师、骑兵第14旅（2个团）。后新建了第一二九军，辖骑兵第8旅、新编第1师、第357师。每个步兵师辖1个骑兵团、2个步兵团。总兵力近近八万人。

## 第八十二軍主官人事異動與部隊調動

### 主官、副主官人事異動
軍長
1. 马步芳〔1937年10月～1943年9月升任第46集团军总司令〕
2. 马继援〔1943年9月～1949年9月〕

副軍長
马继援〔1937年10月～ 1943年9月〕
马步銮〔1943年9月代理〕
赵遂(1949年7月)
參謀長
刘呈德
马振武 ～1948年7月
马文鼎 1948年7月

### 隸屬情況
- 第八战区〔1937年～〕
- 西北行营
- 西北行辕
- 西北军政长官公署

### 下轄部隊調動
- 第100师：师长马步芳。1943年师长韩起功。1948年师长韩呈祥。
- 马朴骑兵旅
- 刘平福警备旅→1941年改编为步兵第1旅，马朴任旅长。
- 步兵第2旅，马全义任旅长。
- 骑兵第3师：东北军。1939年拨归。1940年6月改隶暂编第三军。师长许梁。
- 新编骑兵第8师：1943年由步兵第1、第2旅组建该师。师长马步銮。1948年春改为整编骑兵第8旅。
- 暂编第61旅：1947年底改为整编第190旅。1948年师长马振武。
- 第248师：1948年夏组建新编第30旅。1948年9月改为第248师。师长马得胜（1949年春在陕西柳林带头冲锋阵亡）/韩有禄